# Искра (Калининградская область)
Искра — посёлок в Неманском районе Калининградской области. Входит в состав Неманского городского поселения.

## Население
| 2002 | 2010 |
| ---- | ---- |
| 179  | ↘152 |

## История
Деревня Kindschen находилась в 10 км к юго-западу от Рагнита (Неман). Первоначально местечко называлось Kintschen, но было переименовано в 1785 году. Фактическое поместье находилось в 2 км к северу от деревни. Первым владельцем усадьбы считается семья Эйхгольц. В 17 веке поместьем владела семья фон Гаттенхофем. В 1759 году семья Мюллеров вступила в собственность. Через брак имущество перешло к семье фон Санденов. В 1852 году (по другим источникам в 1854 году) собственность была продана семье Бернхарда Кесвурма из Зальцбурга. В результате слияния нескольких муниципалитетов было образовано поместье  Гросс-Киндшен с населением около 300 человек (1933). Семья владела имением до 1944 года. Усадебный дом был построен во 2-й половине 18 века в стиле классицизма семьей фон Занденов. Он напоминал Нойдекскую усадьбу Гинденбурга(Hindenburgschen Gutshaus Neudeck), подобные часто строились в Восточной Пруссии.
- Усадьба Гросс Киндшен(1900-1933)
- Усадьба Гросс Киндшен
- Киндшен

На фото слева последние владельцы усальбы: Хайди и Герман Топпиус.
Поместье Гросс-Киндшен распологалось на проселочной дороге от Рагнита до Шиена (железнодорожная станция), примерно в 3,5 км к югу
от Рагнита и в 19 км к юго-востоку от Тильзита. Его разделяла проселочная дорога. К востоку от улицы находился усадебный дом с парком, а к западу от улицы располагалось торговое здание.
Гросс-Киндшен был резиденцией муниципальной администрации, имел собственную школу со времен Фридриха Великого и относился к приходу Рагнит-Ланд. Последним мэром был управляющий поместьем Гросс-Киндшен Петер Петерсен.
Первая дворянская семья в Гросс-Киндшене упоминается как вендская семья Эйхихт. В XVII веке упоминаются дворянские семьи В. Гаттенхофен, граф Гесслер (его сын был фельдмаршалом Фридриха Великого) и потомственный Erbtruchseß zu Waldenburg.
В 1759 году имение приобрел советник округа Кр.Фр. Мюллер. Его единственная дочь Шарлотта (в честь нее он назвал фольварк "Шарлоттенвальде") вышла замуж за Й.Вильгельма фон Зандена, родившегося в 1739 году.
Август Фердинанд против Занден, родившийся в 1801 году, в 1852 году продал Groß Kindschen семье Кесвурм из Пусперна. В 1854 году поместье перешло во владение Бернхарда Кесвурма. Его преемником стал его сын Ойген Кесворм. С 1919 года собственниками стали его дети.
Гросс-Киндшен расположен в ландшафте донных морен к западу от горного хребта Хоэнзальцбург (Ленгветер), с высотой от 18,6 до 53 м над уровнем моря (по направлению к Шаудену). Высота местности в деревне составляла около 20 м над уровнем моря. Наблюдался резкий переход от равнинной местности к холмистой или волнистой.
Изображение: Жилой дом с пристройкой - Дом администратора
Река Тильзе (ранее Тильзеле) протекала между парком Киндшер и лесом. После их приведения в порядок в начале XX века наводнения, которые ранее были очень разрушительными, практически исчезли. В Тильзите река была перекрыта плотиной, образовавшей пруд Замковой мельницы, прежде чем она впала в Мемель. С изменением высоты менялись и почвенные условия. Наряду с преимущественно хорошими среднесуглинистыми почвами (класс I) встречаются также тяжелые суглинистые и песчаные участки. При необходимости был предусмотрен дренаж. Почвы находились в хорошем возделываемом состоянии. К юго-западу от Гросс-Киндшена лежала болотистая местность — «Киндшер Брух»; Когда-то здесь добывали торф.
На фото слева: усадебный дом со стороны парка.
Среднегодовое количество осадков в Тильзите составило около 728 мм, а экстремальные значения варьировались от 330 до 1056 мм. Заморозки прогнозировались с ноября по март. Поздние заморозки все еще случались в конце мая и начале июня. Весеннюю посадку обычно можно было провести только в конце апреля. В большинстве лет уборка ржи начиналась в конце июля. Дальнейшая уборка урожая зерновых часто затруднялась частыми дождями в августе. Уборку корнеплодов и посев озимых культур обычно приходилось завершать к концу сентября. Общая площадь Гросс-Киндшена составляла 795 гектаров, он располагался в округах Гросс-Киндшен, Тильзенау (Йонинен) и Киндшен. 422 га пашни использовались под картофель, кормовую свеклу, полевые корма, рожь, яровую пшеницу, зерносмеси (бобы), ячмень и овес.
Для выпаса крупного рогатого скота использовалось 92 гектара пастбищ и 110 гектаров лугов.
В лесу Киндшер площадью 131 гектар произрастали дубы, буки, ясени, ели, березы и ольха. Семейное кладбище также располагалось в лесу. Большой валун на могиле Ойгена Кезвурма сохранился до наших дней. Оставшиеся 40 гектаров были поделены на дворы и постройки, дорожки, рвы, пустыри и т. д. Основными источниками дохода поместья были коневодство и разведение крупного рогатого скота. В 1944 году в Гросс-Киндшене насчитывалось 124 лошади, 24 из которых были зарегистрированными восточно-прусскими теплокровными кобылами. Ежегодно на собственном рынке молодых лошадей поместья продавалось 20–25 молодых лошадей (некоторые из которых были куплены еще жеребятами). Конный завод Георгенбурга всегда имел племенную станцию в Гросс-Киндшене — в 1944 году здесь было четыре теплокровных жеребца и один холоднокровный жеребец. Жеребец Динго, помимо прочего, находился в Гросс-Киндшене, когда на следующий год родился жеребец Дампфросс. От крупной кобылы Айды ф. У Айхендорфа до сих пор есть потомки, среди которых есть жеребец Атрей.
- Хайди Кесвурм в песне «Raubautz»
- Администратор Петерсен в своей кабинке во время инспекционной поездки
- команда из четырех человек на сборе урожая в Гросс-Киндшене

Поголовье крупного рогатого скота черно-пестрой равнинной породы составляло около 300 голов, из них 114 дойных коров (около 90 коров по племенной книге), 3 племенных быка, 65 телок и прочее потомство. Удой 69 коров в среднем составлял более 4000 л молока в год. Лучшая корова дала 6465 л при жирности 2,76%. Свиноводство и птицеводство не являлись основными направлениями и служили лишь для снабжения поместного хозяйства и небольших продаж.
Самые важные из 31 здания, особенно конюшни, были построены из камня и находились в хорошем или среднем состоянии. То же самое относилось и к Insthäuser (народным домам). На фронтоне конюшни, перестроенной в 1919 году после пожара, сохранились инициалы Ойгена Кезвурма — 19 EK 19 (здание из красного кирпича на улице). На фронтоне имелся флюгер с надписью - 18 BK 61 -. Это означало: Бернхард Кесвурм (здание также было перестроено после пожара в 1861 году). В поместье также имелись мастерская колесника, кузница, слесарная мастерская, шорная мастерская и садовая мастерская.
Хороший запас сухостоя соответствовал современному уровню техники того времени (2 бульдога Lanz, сноповязалка, 2 молотилки с соломопрессом, собственное электро- и водоснабжение и т. д.).
В усадьбе, построенной около 1800 года, как говорят (согласно историческим документам), во время русской кампании 1812 года жил Наполеон.
Буква «N» над входной дверью свидетельствовала о пребывании.
К усадьбе примыкал парк (около 6 гектаров) со старыми деревьями, в том числе большими серебристыми тополями (которые сохранились и по сей день), медными буками и медным орешником. Из впечатляющего парка с «Финкенбергом» и просторным прудом тропа, обсаженная березами, вела через мост «Тильзе» в близлежащий лес Киндшер. Помимо выгодного экономического положения поместья, Гросс-Киндшен также был прекрасным владением для глаз и души; особенно из-за чередования парка, поля, леса и «реки Тильзе». Плотина на реке Тильзе с ее старыми дубами приглашала совершить расслабляющую прогулку и отдохнуть на скамейке!
Обширная популяция дичи (крупные самцы) также привлекла большой интерес со стороны любителей охоты и предоставила возможность для общения и обмена идеями. Сохранившаяся до сих пор книга по охоте Groß Kindscher свидетельствует о протяженных охотничьих маршрутах и счастливых королях охоты.
Современная история населенного пункта.
Населенный пункт Гросс Киндшен (Gr.Kindschen), окрестные хутора и расположенный южнее в 2 километрах Киндшен (Kindschen) в 1946 году были переименованы в поселок Искра. В настоящее время сохранились остатки только основной усадьбы Гросс Киндшена. Значительные по размерам хозяйственные постройки усадьбы разбирались до 2005 года. В километре южнее посёлка находилась мельница. В послевоенное время рядом были высажены фруктовые сады.

## Территориальные изменения Административного района Гросс Киндшен (1874–1945)
В период с 1874 по 1945 существовал административный округ Киндшен, который в 1931 году был переименован в Гросс Киндшен. Первоначально он включал девять деревень, а в конечном итоге семь деревень.
| состав района Gut Kindschen Nr. 7 в округе Ragnit на 15. 04.1874                                                                                      | 1908 год                 | Название с 1938 | Название с 1946         |
| Сельские общины |                          |                 |                         |
| Brohnen |                          |                 |                         |
| Groosten |                          |                 | Горкино                 |
| Gudgallen |                          | Großfelde       | Гудково                 |
| Jonienen до 1938 |                          | Tilsenau        | Отважное, ныне: Гудково |
| Schaudinnen |                          | Schauden        |                         |
| Steireggen |                          |                 |                         |
| Wallullen до 1938 |                          | Wallenfelde     |                         |
| Усадебные округа |                          |                 |                         |
| Gutsbezirk Remontedepot |                          |                 |                         |
| Kindschen c 1928: Groß Kindschen |                          |                 | Искра                   |
| | до 1881: Charlottenwalde |                 | Широкодолье             |
| 30. 9. 1928 Включение поместья Schaudinnen и усадебных районов Charlottenwalde и Kindschen , чтобы сформировать новую сельскую общину Groß Kindschen. |                          |                 |                         |
| 16. 12. 1931 год Переименование района Kindschen в Groß Kindschen.                                                                                    |                          |                 |                         |